# 심박변이도

R-R 간격 변화로 시각화한 심박변이도

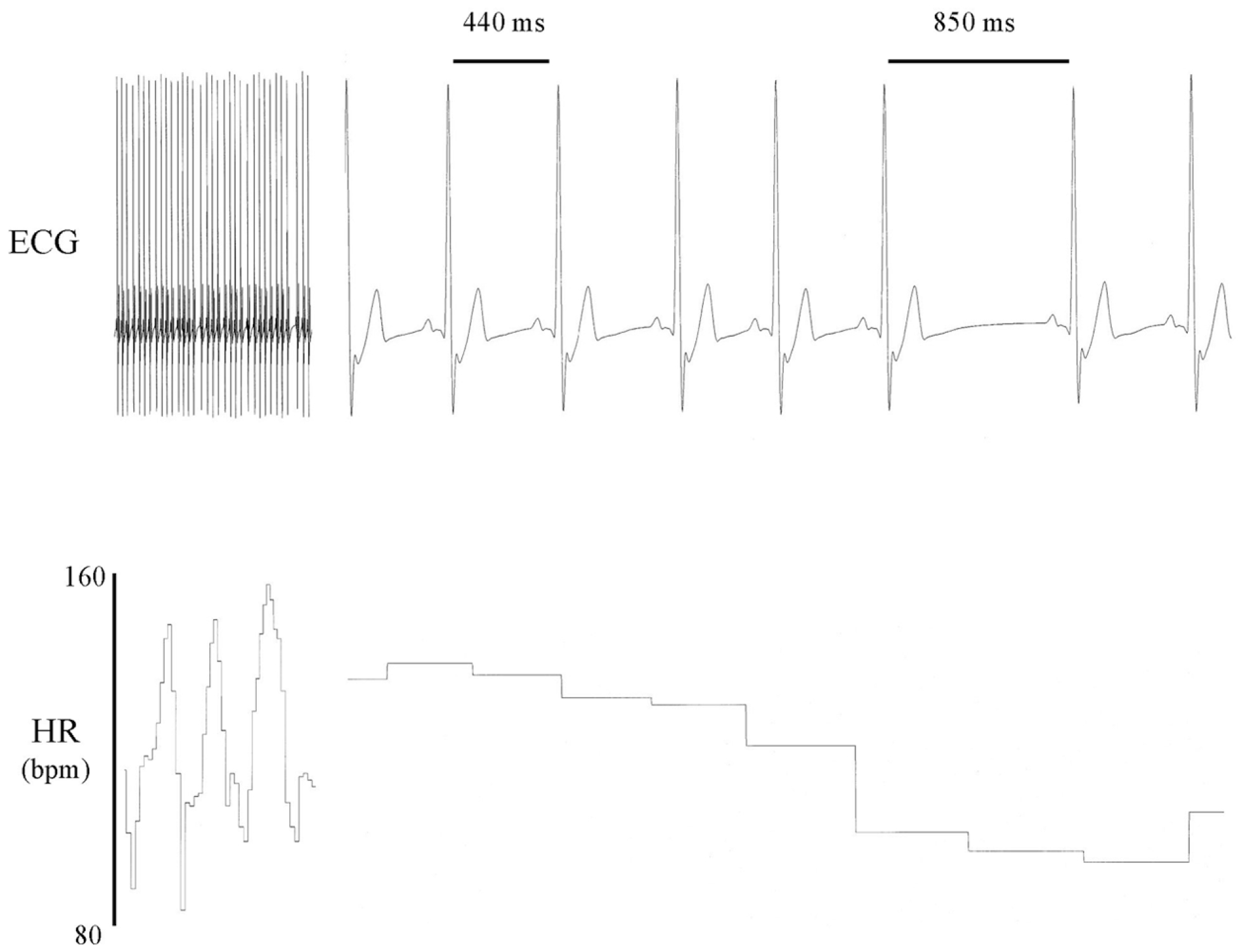
개의 심장의 심전도(ECG) 기록으로 심박변이도의 R–R 간격 (상단) 및 심박수 (하단)의 가변성을 보여준다.

심박변이도 ( HRV )는 하나의 심장 주기로부터 다음 심장 주기 사이의 미세한 시간 간격의 변화이다. 심박 간 간격이 얼마나 큰 변동성을 띄는지로 측정한다. 건강한 심장의 경우 갑작스러운 신체적, 심리적 문제에 신속하게 반응하기 위하여 복잡하고 지속적인 비선형적 변화 추세를 보이며, 반대로 질병 또는 스트레스 상황에서는 심박변화의 복잡도가 현저하게 감소한다. 그러나 경우에 따라 병리학적 상태가 변이를 생성시키는 경우도 있어 심전도의 면밀한 판독을 통해 변별이 필요하다(Sahffer et al., 2017). 심장박동의 변이는 교감신경과 부교감신경 사이의 상호작용을 통하여 이루어지므로 심박변이도는 자율신경계 활동과 연관있을 것으로 여겨지며, HRV는 심장에 분지하는 자율신경들의 활동과 관련한 여러 정보를 제공하는 간단하고 비침습적 검사가 가능하기 때문에 임상에 적용이 용이하다(김원 등 2005).
사용되는 다른 용어로는 "주기 길이 가변성", "R–R 가변성"(여기서 R은 ECG 기록 중 QRS 군의 피크에 해당하는 지점이고, RR은 연속적인 R 사이의 간격임) 이 있다.
심박을 측정하기 위해서 ECG, 혈압, 심전도, 및 광혈류측정법 (PPG) 등의 방법을 사용한다. ECG는 심장의 전기적 활성을 직접 반영하기 때문에 HRV 측정의 가장 좋은 수단으로 간주된다.

## 임상적 중요성
심박변이도 감소는 심근경색 후 사망률의 예측 인자인 것으로 나타났지만 다른 경우 급성 심근경색 생존과 관련있는 HRV 정보가 평균 심박수에 완전히 포함되어 있기 때문임을 보여주었다. 비정상(보통 더 낮은) HRV와 관련된 다른 결과 또는 상태에 울혈성 심부전, 당뇨병성 신장 질환, 심장 이식 후 우울증, SIDS에 대한 취약성, 조산아의 낮은 생존률, </link>만성 피로 증후군의 피로 중증도등을 포함한다.

## 심리적, 사회적 측면

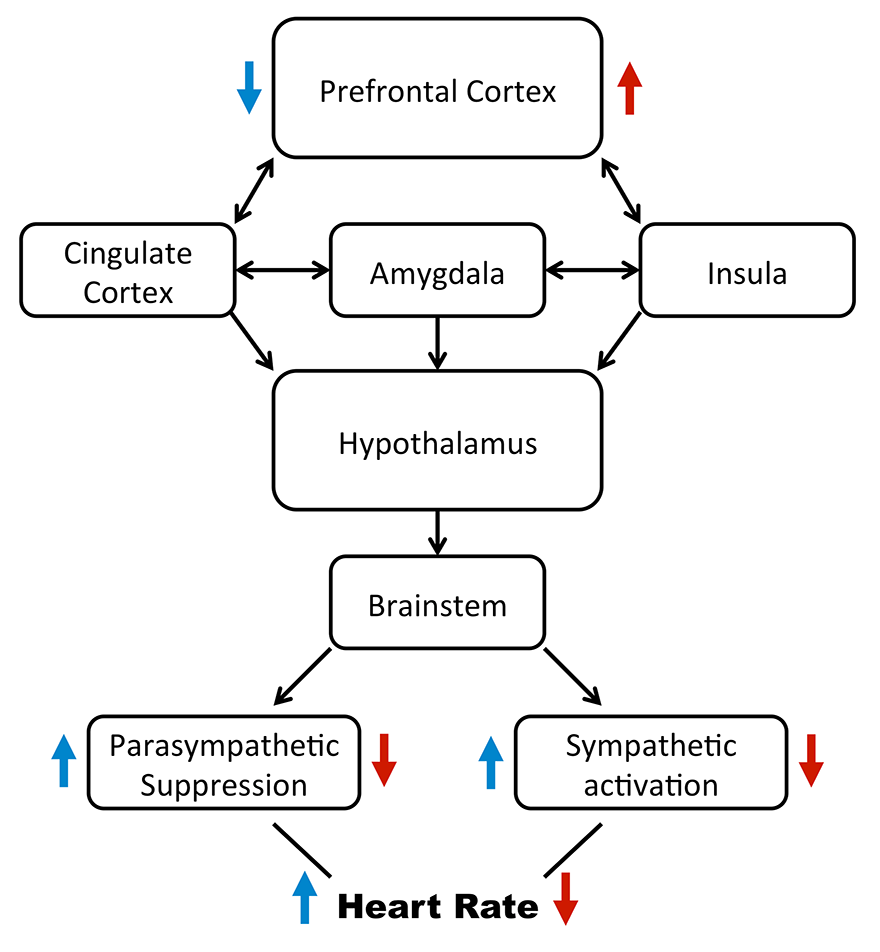
신경-내장 통합(NVI, neurovisceral integration) 모델 개략적 표현

심리생리학 분야에서 HRV를 활용한다. 예를 들어 HRV는 정서적 각성(emotional arousal)과 관련이 있다. 고주(HF, high frequency) 활성은 시간에 대한 극심한 압박감과 감정적 긴장 및 높은 불안 상태에서 감소하는 것으로 밝혀졌으며 그 이유는 집중된 주의 및 운동 억제와 관련이 있을 것으로 추정한다. HRV는 걱정이 많은 편이라고 생각하는 개인에게 더 낮은 값으로 나타난다. 외상 후 스트레스 장애 (PTSD)가 있는 개인은 HRV와 그 고주파 성분(아래 참조) 감소하는 반면 저주파(LF) 성분은 증가한다. 또한 PTSD 환자는 외상성 사건을 회상함으로 인해 LF 또는 HF 반응성을 나타내지 않았다.
신경-내장 통합 모델(Neurovisceral integration model)은 감정의 연속체와 관련된 인지, 행동 및 생리학적 조절의 의사 결정자로 중앙 자율 신경망을 보는 HRV의 모델이다. 신경 내장 통합 모델은 전두엽 피질이 어떻게 부교감 신경계(PSNS) 활동을 억제하고 교감 신경계(SNS) 회로를 활성화시키는 역할을 하는 변연계 구조의 활동을 조절하는지 설명한다. 자율신경계의 이 두 가지 출력의 변화는 HRV를 생성하고 전두엽 피질의 활동은 따라서 HRV를 조절할 수 있다.

## 같이 보기
- 굴리듬

1. ↑  “Adaptive beat-to-beat heart rate estimation in ballistocardiograms”. 《IEEE Transactions on Information Technology in Biomedicine》 15 (5): 778–786. September 2011. doi:10.1109/TITB.2011.2128337. PMID 21421447.
2. ↑  “Unsupervised Heart Rate Variability Estimation from Ballistocardiograms”. 《7th International Workshop on Biosignal Interpretation (BSI 2012), Como, Italy》. 2012.
3. ↑  “How accurate is pulse rate variability as an estimate of heart rate variability? A review on studies comparing photoplethysmographic technology with an electrocardiogram”. 《International Journal of Cardiology》 (영어) 166 (1): 15–29. June 2013. doi:10.1016/j.ijcard.2012.03.119. PMID 22809539.
4. ↑  “Measuring Heart Rate Variability in Free-Living Conditions Using Consumer-Grade Photoplethysmography: Validation Study”. 《JMIR Biomedical Engineering》 (영어) 5 (1): e17355. 2020년 11월 3일. doi:10.2196/17355. ISSN 2561-3278.
5. ↑  “Frequency domain measures of heart period variability and mortality after myocardial infarction”. 《Circulation》 85 (1): 164–171. January 1992. doi:10.1161/01.CIR.85.1.164. PMID 1728446.
6. ↑  “Decreased heart rate variability and its association with increased mortality after acute myocardial infarction”. 《The American Journal of Cardiology》 59 (4): 256–262. February 1987. doi:10.1016/0002-9149(87)90795-8. PMID 3812275.
7. ↑  “Should heart rate variability be "corrected" for heart rate? Biological, quantitative, and interpretive considerations”. 《Psychophysiology》 56 (2): e13287. February 2019. doi:10.1111/psyp.13287. PMC 6378407. PMID 30357862.
8. ↑  “Reduced heart rate variability predicts fatigue severity in individuals with chronic fatigue syndrome/myalgic encephalomyelitis”. 《Journal of Translational Medicine》 18 (1): 4. January 2020. doi:10.1186/s12967-019-02184-z. PMC 6943898. PMID 31906988.
9. ↑  “Combined effect of prefrontal transcranial direct current stimulation and a working memory task on heart rate variability”. 《PLOS ONE》 12 (8): e0181833. 2017년 8월 3일. Bibcode:2017PLoSO..1281833N. doi:10.1371/journal.pone.0181833. PMC 5542548. PMID 28771509.
10. ↑  “Sensitivity and diagnosticity of the 0.1-Hz component of heart rate variability as an indicator of mental workload”. 《Human Factors》 45 (4): 575–590. 2003. doi:10.1518/hfes.45.4.575.27094. PMID 15055455.
11. 1 2  “Respiratory sinus arrhythmia as a function of state anxiety in healthy individuals”. 《International Journal of Psychophysiology》 63 (1): 48–54. January 2007. doi:10.1016/j.ijpsycho.2006.08.002. PMID 16989914.
12. ↑  “Daily worry is related to low heart rate variability during waking and the subsequent nocturnal sleep period”. 《International Journal of Psychophysiology》 63 (1): 39–47. January 2007. doi:10.1016/j.ijpsycho.2006.07.016. PMID 17020787.
13. ↑  “Analysis of heart rate variability in posttraumatic stress disorder patients in response to a trauma-related reminder”. 《Biological Psychiatry》 44 (10): 1054–1059. November 1998. doi:10.1016/S0006-3223(97)00475-7. PMID 9821570.
14. ↑  “Heart Rate Variability as an Index of Regulated Emotional Responding”. 《Review of General Psychology》 10 (3): 229–240. September 2006. doi:10.1037/1089-2680.10.3.229. ISSN 1089-2680.
15. ↑  “Beyond heart rate variability: vagal regulation of allostatic systems”. 《Annals of the New York Academy of Sciences》 1088 (1): 361–372. November 2006. Bibcode:2006NYASA1088..361T. doi:10.1196/annals.1366.014. PMID 17192580.
16. ↑  “Heart rate variability. Standards of measurement, physiological interpretation, and clinical use”. 《European Heart Journal》 17 (3): 354–381. March 1996. doi:10.1093/oxfordjournals.eurheartj.a014868. PMID 8737210.
17. ↑  “Brain correlates of autonomic modulation: combining heart rate variability with fMRI”. 《NeuroImage》 42 (1): 169–177. August 2008. doi:10.1016/j.neuroimage.2008.04.238. PMC 2603289. PMID 18524629.